# Борис Сергиев Алексиев
Борис Сергиев Алексиев е български поет, дърводелец и активен борец против фашизма, автор на „Книга за родословното дърво на рода Дърмандини“.
Роден е на 13 март 1912 г. в село Бегуновци, община Брезнишка.
Родителите му са Тона Иванова (1885 – 1954), която е безпартийна и в периода се занимавала със земеделска и домакинска работа, многодетна майка, която е родила 12 деца, от които само 4 са оживели. Бащата Серги Алексов (1886 – 1970) е безпартиен, занимавал се със земеделие, скотовъдство и шивачество. Участвал е на фронта в Балканската и Първата световна война. Без да се е учил на дърводелски занаят, през 1912 година е изработвал оригинални рамки за огледала и портрети, които са били украсени с орнаменти и дървени фигури. Впоследствие е бил шивач на носии.
Има две сестри – Цветанка и Стефанка, и един по-малък брат – Стоян.
Завършва прогимнозиалното си образование в родното си село. До I прогимназиален клас учи в с. Бегуновци, а в IV клас – в съседното село Кошарево. Посещава Кошаревското училище пеша през цялата учебна година при студ, сняг или дъжд, без да има закъснение или отсъствие. B IV клас постъпва в Пернишката смесена непълна гимназия, която се помещава в сградата на училището, намиращо се до кооперативния пазар и новия мост в града.
През 1925 г. става член на местния клуб за въздържатели „Светлина“.
Подпомага в носенето на материал за построяването на хижа „Селимица“.
Разбирайки, че трябва да се изгради в обществото чрез държавна работа, той се записва в резбарското училище в гр. Рила.
Дипломира се през 1934 г., като получава майсторско свидетелство за правоспособност по дърворезбарство.
В периода 1933 – 1934 г. работи като дърворезбар.
На 1 март 1936 г. постъпва в Главна ЖП работилница (завод), където работи до пенсионирането си на 1 март 1965 г.
През 1939 г. се жени за Донка Петкова от Бухово, Софийско, с която имат две дъщери – Маргарита и Антония.
За внедрените си рационализации е награден с орден на труда „Златен“.
През 1947 – 1948 г. учи във вечерния партиен университет в град София.
През 1952 – 1953 г. завършва школата за пропагандисти.
От 1954 – 1965 г. е пропагандист.
Пише стихотворения и поеми в периода на 60-те и 70-те години на ХХ век, със социалистически характер, както и няколко любовни и пейзажни стихотворения, различавайки се със своята политическа независимост.
През живота си не прави на никому зло, независимо че се посветил на комунистическата насловка.
Живее до преклонна възраст, като умира на 28 януари 2003 г. на 91 години.